# Roberto Ferrari (Bischof)
Roberto José Ferrari (* 29. November 1965 in Ucacha, Provinz Córdoba, Argentinien) ist ein argentinischer römisch-katholischer Geistlicher und Weihbischof in Tucumán.

## Leben
Roberto Ferrari studierte Katholische Theologie am Priesterseminar des Bistums Villa de la Concepción del Río Cuarto, für das er am 19. Dezember 1992 die Diakonenweihe und am 19. September 1993 das Sakrament der Priesterweihe empfing.
Nach der Priesterweihe war er in der Pfarrseelsorge und in der Priesterausbildung tätig. Im Februar 2018 wurde er Regens des diözesanen Priesterseminars. Zur gleichen Zeit wurde er Mitglied des Priesterrates und des Konsultorenkollegiums.
Papst Franziskus ernannte ihn am 10. Oktober 2020 zum Titularbischof von Pinhel und zum Weihbischof im Erzbistum Tucumán. Der Bischof von Villa de la Concepción del Río Cuarto, Adolfo Armando Uriona FDP, spendete ihm am 2. Januar des folgenden Jahres in der Franziskuskirche in Río Cuarto die Bischofsweihe. Mitkonsekratoren waren der Erzbischof von Tucumán, Carlos Alberto Sánchez, der Bischof von Cruz del Eje, Hugo Ricardo Araya, der Bischof von Quilmes, Carlos José Tissera, und der Erzbischof von Rosario, Eduardo Eliseo Martín. Sein Wahlspruch lautete Yo los llamo amigos („Ich nenne euch Freunde“).